# Ixora johnsonii
Ixora johnsonii är en måreväxtart som beskrevs av Joseph Dalton Hooker. Ixora johnsonii ingår i släktet Ixora och familjen måreväxter. Inga underarter finns listade i Catalogue of Life.